# Pinha

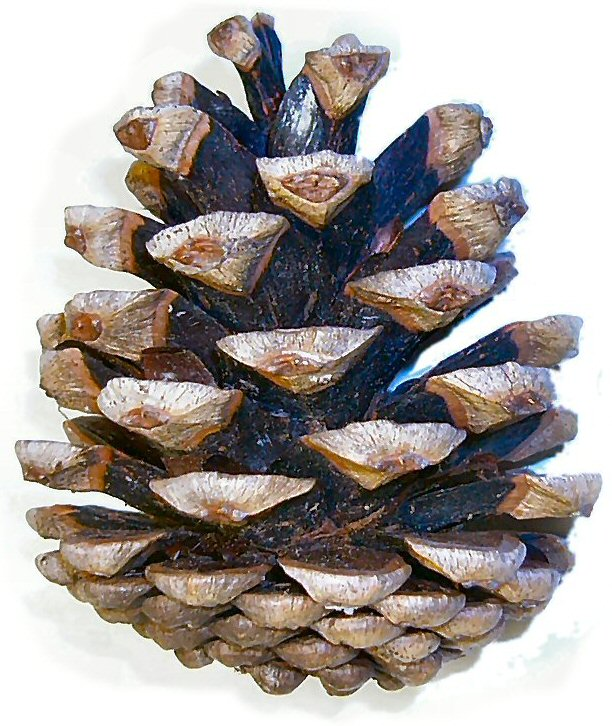
A pinha, depois de aberta, solta os pinhões que irão originar um novo pinheiro.

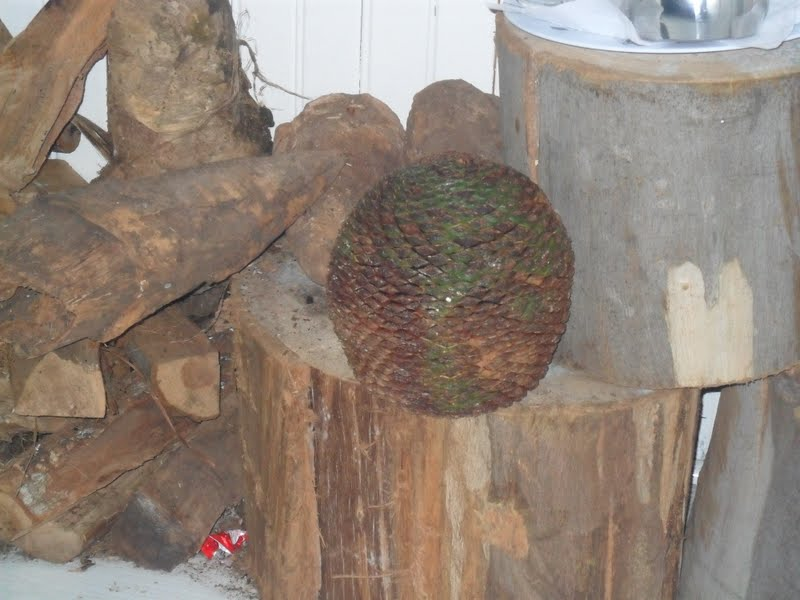
Pinha de Araucária

Pinha (ou estróbilo ou ainda cone para os botânicos) é o órgão das plantas da divisão Pinophyta onde se encontram as estruturas reprodutivas.
As pinhas lenhosas que estamos habituados a ver são na verdade flores diferenciadas. Nas Gimnospermas, a pinha é órgão reprodutor onde são formados os micrósporos (Pólen) e os megásporos (célula-mãe do óvulo), diferenciando-se em espécie por tamanho, que no caso de estróbilo feminino são maiores em relação aos estróbilos masculinos. É errado, porém, afirmar que a pinha é o fruto, já que essa espécie de vegetal produz sementes "nuas" (Gymnos = nu; sperma = semente), não protegidas por fruto, característica essa típica das Gimnospermas, os pinhões.
Tal como nas restantes espermatófitas, os estróbilos são ramos modificados, em cujas folhas se diferenciaram em órgãos reprodutores. Neste caso, ao contrário das flores das angiospérmicas, não se encontram estames ou carpelos, mas apenas escamas organizadas em hélice à volta do eixo. As escamas ou folhas masculinas, que produzem o pólen chamam-se microsporófilos e as femininas, que produzem os óvulos, chamam-se megasporófilos.
O cone masculino ou microstróbilo tem uma estrutura semelhante em todas as coníferas, diferindo apenas na organização das escamas. Na página abaxial de cada microsporófilo encontram-se um ou vários microsporângios, que são os equivalentes às anteras das plantas que produzem flores, onde se forma o pólen.
O feminino - o megastróbilo - que produz os óvulos que, depois de fertilizadas se tornarão sementes, apresenta formas diferentes nas várias famílias de coníferas.

## Cones femininos das famílias de coníferas

### Pinaceae
Os membros da família Pinaceae - pinheiros, abetos, cedros, etc. - possuem estróbilos imbricados, em que as escamas se sobrepõem parcialmente como as escamas dos peixes. A organização em hélice destas folhas segue uma regra matemática chamada número de Fibonacci. Em termos de forma os cones podem ter forma cónica, cilíndrica ou ovoide (em forma de ovo) e, em termos de tamanho, variam entre 2 a 60 cm de comprimento e 1 a 20 cm de largura.
Os megastróbilos das pináceas apresentam dois tipos de escama: brácteas, derivadas da folha modificada e escamas ovulíferas, por baixo de cada bráctea, que derivam dum ramo extremamente modificado. Na página superior de cada escama ovulífera desenvolvem-se dois óvulos que se tornam sementes depois de fertilizados por grãos de pólen. As brácteas desenvolvem-se primeiro e são conspícuas durante a polinização, enquanto que as escamas ovulíferas desenvolvem-se a seguir para fechar e proteger as sementes. As escamas abrem temporariamente para receber o pólen e depois fecham durante a fertilização e maturação e abrem novamente depois da maturação para deixar sair as sementes.
Na maior parte dos géneros de Pinaceae, a maturação leva 6-8 meses desde a polinização, mas leva 12 meses nos cedros e 18 a 24 (raramente mais) na maioria dos pinheiros. Os cones abrem, ou por enrolamento das escamas para fora quando secam, ou (nos abetos, cedros e outras) pela desintegração dos cones, em que as escamas caem quando secam.

### Araucariaceae
Os membros da família Araucariaceae (Araucaria, Agathis e Wollemia) têm as brácteas fundidas com as escamas ovulíferas que produzem um único óvulo. Os cones são esféricos (ou quase), com 5 a 30 cm de diâmetro, maturam em 18 meses e desintegram-se para libertar as sementes. Em Agathis, as sementes têm asas e separam-se facilmente da escama, mas nos dois outros géneros, as sementes não são aladas e encontram-se fundidas com a escama.

### Podocarpaceae
Os cones das Podocarpaceae têm a forma de bagas, de forma a atrairem aves para dispersarem as sementes. Na maior parte dos géneros, duas a dez (ou mais) escamas encontram-se fundidas num arilo carnudo e de cores vivas. Geralmente apenas uma ou duas escamas no apex do cone são férteis, cada uma com uma única semente, mas Saxegothaea possui várias escamas férteis. A parte carnuda tem 0,5 a 3 cm na sua maior dimensão e as sementes 4–10 mm. Alguns géneros (por exemplo, Prumnopitys) têm escamas reduzidas e não carnudas, mas o tegumento é carnudo e colorido, embora resistente à digestão no estômago das aves e é disperso com as suas fezes. O cone tem o aspecto de uma a três pequenas bagas à volta dum pedúnculo.

### Cones deCupressaceae
Os estróbilos das Cupressaceae (géneros Cupressus, Thuja, Juniperus, Sequoia, etc) diferem das outras coníferas por terem as brácteas e as escamas ovulíferas totlmente fundidas (a bráctea pode reconhecer-se apenas como uma pequena saliência ou espinho). Para estes estróbilos, usa-se geralmente o termo galbulus (plural galbuli, palavras latinas que descrevem as infrutescências dos ciprestes), que se pode aportuguesar para gálbulo.
Os cones femininos são geralmente pequenos (0,3–6 cm), muitas vezes esféricos ou quase, têm entre um e 20 óvulos em cada escama e são muitas vezes em forma peltada e não imbricada como nas restantes coníferas. As escamas estão organizadas em espiral ou em verticilos de duas ou três escamas, raramente quatro. Os géneros com as escamas em espiral foram anteriormente incluídos numa família separada (Taxodiaceae). Na maior parte dos géneros, os galbuli são lenhosos e as sementes têm duas asas estreitas (uma de cada lado da semente), mas nos géneros Platycladus, Microbiota e Juniperus, as sementes não têm asas e nos Juniperus os frutos são carnudos.

### Sciadopityaceae
Os cones e sementes de Sciadopitys (o único género desta família) são semelhantes aos das Cupressaceae, mas maiores (6–11 cm) e as escamas são imbricadas e organizadas em espiral, com 5-9 óvulos em cada escama.

### Taxaceae e Cephalotaxaceae
Os membros das famílias Taxaceae e a sua parente próxima Cephalotaxaceae têm os cones mais peculiares entre as coníferas: têm apenas uma escama com um único óvulo. A escama amadurece como um arilo macio, doce e de cor brilhante, que envolve parcialmente a semente. O fruto é comido pelas aves, que digerem a escama carnuda e dispersam a semente com as suas fezes.

## Importância económica
A pinha é bastante comum em enfeites de árvore de Natal. Tradicionalmente, é também utilizada como lenha, bastante aromática, para as lareiras do inverno.